# Entraigues (Isère)
Entraigues – miejscowość i gmina we Francji, w regionie Owernia-Rodan-Alpy, w departamencie Isère.
Według danych na rok 1990 gminę zamieszkiwało 207 osób, a gęstość zaludnienia wynosiła 10 osób/km² (wśród 2880 gmin regionu Rodan-Alpy Entraigues plasuje się na 1420. miejscu pod względem liczby ludności, natomiast pod względem powierzchni na miejscu 478.).